# Fiança (contrato)
Fiança é um negócio jurídico contratual por meio do qual uma pessoa assume, em face do credor, a obrigação de pagar a dívida na eventualidade de o devedor não adimpli-la. Trata-se, portanto, da garantia de satisfazer uma obrigação assumida pelo devedor caso este não a cumpra. Quem contrai essa obrigação chama-se fiador, que é o devedor da garantia fidejussória. O devedor da obrigação principal é o afiançado, ao passo que o credor é credor tanto na obrigação principal como na acessória.
Fazem parte do contrato de fiança apenas o fiador e o credor do afiançado. Trata-se de contrato subsidiário, uma vez que tem sua exigibilidade condicionada à inexecução do contrato principal, afinal a garantia fidejussória só se torna exigível se a obrigação principal não for cumprida, ainda que tal sucessividade não seja absolutamente necessária: é possível que fiador e afiançado sejam solidários e, ainda assim, haja fiança. Segundo Paulo Lôbo, apoiado em Karl Larenz, o fiador não responde apenas com o próprio patrimônio: é verdadeiro devedor. Nesse sentido, o fiador verdadeiramente se obriga, contraindo uma obrigação. Não se trata de mera afetação ou sujeição de seu patrimônio, pois esta é mera condição de toda obrigação. Trata-se fundamentalmente de contrato fundado na confiança, isto é, na confiança do credor de que o fiador seja pessoa idônea. Por outro lado, o fiador confia em que o devedor principal há de adimplir o seu dever.

## Elementos distintivos

### Aval
A fiança se assemelha ao aval. Ambos são tipos de garantia pessoal, mas a fiança é uma garantia fidejussória ampla, hábil a aceder a qualquer obrigação – convencional, legal ou judicial. Já o aval é restrito aos débitos submetidos aos princípios |cambiários. Em razão da velocidade dos títulos desta espécie, o aval não está sujeito às restrições que se aplicam à fiança no tocante à outorga do outro cônjuge. Também difere na responsabilidade: o aval é sempre solidário, ao passo que, na fiança, pode haver solidariedade ou não. Além disso, o aval não é contrato, mas negócio jurídico unilateral restrito ao direito cambiário, de caráter autônomo e abstrato. Por essas razões, as regras jurídicas aplicáveis ao aval não se confundem com as da fiança.

### Caução
A fiança também se distingue das cauções. Elas visam fundamentalmente a suprir a insuficiência patrimonial do devedor. E dentre as cauções ou meios assecuratórios que a legislação oferece como forma de garantia, há aquelas que se perfazem mediante a separação de um determinado bem, móvel ou imóvel, do patrimônio do devedor e que fica afetado ao pagamento de uma obrigação. Isso pode acontecer, por exemplo, como garantia real, que se perfaz por meio do penhor, da hipoteca e da anticrese. Outras garantias – como a fiança – realizam-se mediante o compromisso assumido por terceiro, estranho à relação obrigacional, de pagar a dívida do devedor, se este não o fizer. Não há, na fiança, a separação de um bem patrimonial que seja afeito ao pagamento da dívida; é todo o patrimônio do fiador que responderá.

## Natureza jurídica

### Unilateralidade
O contrato de fiança é unilateral, pois produz obrigações exclusivamente para o fiador. Mesmo a fiança “onerosa” é unilateral, pois se efetua entre o fiador e o credor, independentemente do consentimento do devedor da obrigação principal e até mesmo contra a sua vontade. Dito de outro modo: na fiança “onerosa”, há contrato oneroso entre afiançado e fiador; entre fiador e credor, porém, há apenas a fiança, que é sempre unilateral, independentemente do negócio que haja entre fiador e afiançado. Não se ignora, porém, que alguns autores entendem tratar-se de contrato bilateral, uma vez que haveria, para o credor, uma obrigação de diligência. Por outro lado, alguns entendem ainda tratar-se de contrato bilateral imperfeito, pois, se o fiador paga a dívida, ele se sub-roga no direito do credor. Essa opinião, porém, se baseia no falso pressuposto de que o contrato se realiza entre fiador e devedor, o que é inaceitável

### Gratuidade
O contrato de fiança é contrato gratuito: o fiador se obriga sem assumir qualquer vantagem em face do credor. O credor, por sua vez, apenas se beneficia. Porém, não se proíbe a estipulação, em favor do fiador, de vantagens pecuniárias que compensem os riscos. Já que é contrato benéfico, a fiança não admite interpretação extensiva. Paulo Lôbo nota que há certa doutrina que fala em fiança onerosa. Tal fiança seria aquela em que o devedor paga ao fiador para que este sirva de fiador. No entanto, o contrato de fiança ocorre apenas entre fiador e credor – o devedor fica de fora da relação jurídica. Como consequência, o fato de haver uma contrato oneroso entre devedor e fiador não altera o contrato de fiança, mas é outro negócio jurídico. A fiança segue sendo, portanto, gratuita.

### Acessoriedade
A fiança é um contrato acessório, de forma que a garantia pessoal prestada pressupõe logicamente outro contrato, de cuja existência e validade depende. É, assim, um vínculo que se contrai em virtude de outro. Do seu caráter acessório decorrem duas consequências: em primeiro lugar, a obrigação fidejussória não sobrevive à obrigação principal; em segundo lugar, a obrigação fidejussória tem a mesma natureza e extensão da obrigação principal. Assim, se a obrigação principal for nula, nula também será a fiança. Se a obrigação principal não tiver juros, tampouco haverá a fiança. Se a obrigação principal for inexigível, como dívida de jogo, também será inexigível a fiança.
Uma exceção importante aos efeitos típicos da acessoriedade da fiança está na fiança prestada a contrato em que figure menor incapaz. Neste caso, apesar de o contrato principal padecer de invalidade (absoluta ou relativa), a fiança é válida e eficaz, exceto se o contrato principal, que o menor tiver realizado, for caso de mútuo a menor sem prévia autorização do responsável legal. Para Carlos Roberto Gonçalves, trata-se de evidente impropriedade técnica, já que não seria possível admitir que uma obrigação nula pudesse ser afiançada, pois, se a obrigação é nula, não há obrigação a garantir.

### Intuitu personae
Ao realizar a fiança, o credor escolhe o fiador de acordo com suas características pessoas, dependendo o contrato da confiança que o fiador inspire no credor. Daí a possibilidade de que o credor se recuse a aceitar o fiador apresentado pelo devedor, justamente por não julgar tratar-se de pessoa idônea. Isso ocorre sobretudo nos casos em que o fiador não é domiciliado no local da execução do contrato ou quando não é titular de bens suficiente para cumprir a obrigação.
A recusa é um poder dado ao credor; não se admite que o juiz interfira em seu juízo de conveniência. Por outro lado, segundo Carlos Roberto Gonçalves, “não pode o credor, todavia, recusar abusivamente qualquer pessoa indicada pelo devedor. Se o fizer, cabe ao juiz reconhecer a impertinência dessa postura e ordenar a aceitação do fiador, a despeito da recusa do credor”.
Caso o credor perceba que o fiador tem se aproximado de uma situação de insolvência, pode ele exigir ao credor a substituição desse fiador. Não é preciso que a insolvência seja evidente, ou seja declarado em juízo, bastando que haja suspeita do que ocorrerá. Afinal, em caso de insolvência do fiador, não pode o credor ter seu crédito ameaçado.
Porém, o fato de se tratar de uma obrigação intuitu personae não impede que a obrigação seja passada aos herdeiros por transmissão mortis causa. Os efeitos da fiança produzidos até a morte do fiador obrigam os herdeiros, mas apenas dentro das forças da herança.

### Capacidade das partes
A respeito da capacidade das partes, regem as regras gerais do Código Civil a respeito. No entanto, há peculiaridades quanto à legitimidade: é nula a fiança dada pelo cônjuge sem a autorização do outro, exceto se, entre ambos, houver regime de separação absoluta de bens (art. 1.647, III, CC). Havia uma antiga tradição, que deita raízes no senatus-consulto Veleiano, segundo a qual a mulher não podia prestar fiança; tal tradição está absolutamente superada. Há, ainda, algumas pessoas que não estão legitimadas para assumir obrigações de fiador por isto contraria o interesse público. É o que ocorre, por exemplo, com agentes fiscais, leiloeiros, tesoureiros e outros. (D 21.981/30).
O STJ tem entendido que a exigência de outorga conjugal para a contratação da fiança não se estende à união estável, ficando restrita ao casamento. Em tais casos, não haverá nulidade, mas a responsabilidade do fiador é limitada à sua meação, caso o regime for o de comunhão parcial, ou a seus bens particulares, se outro for o regime. De qualquer forma, o companheiro não-fiador não responde com sua meação sobre os bens onerosamente adquiridos desde o início da união estável.
A falta de outorga conjugal para a contratação da fiança não torna a fiança nula, mas meramente anulável. A anulação pode ser pleiteada pelo cônjuge em até dois anos após a dissolução da sociedade conjugal. A respeito de sua abrangência, editou o STJ a Súmula 332: “a anulação de fiança prestada sem outorga uxória implica a ineficácia total da garantia”.

### Obrigação principal
Toda obrigação pode ser afiançada, independentemente de se tratar de obrigação de dar ou de fazer. Nesse sentido, também se admite a fiança prestada para garantia de obrigação futura (sujeita a termo) ou condicional. A responsabilidade do fiador, neste caso, será eficaz apenas se a própria obrigação principal se torne eficaz. Não se admite que o fiador seja demandado antes que a obrigação principal se torne certa e líquida. Admite-se, por outro lado, que o valor exato da prestação não esteja ainda determinado no momento da conclusão do contrato de fiança.

### Valor da garantia
O valor da fiança pode ser igual ou inferior ao valor da dívida da obrigação principal. Admite-se que o fiador se responsabilize apenas por uma parte da obrigação principal, ou então que o faça em condições menos onerosas. Proíbe-se, por outro lado, que ele assuma obrigação mais elevada que a principal. Neste caso, manda a lei que se reduza o valor da fiança (art. 823, CC). Não haverá nulidade total da fiança, mas apenas reajuste do seu valor.

### Interpretação restritiva
Por ser contrato benéfico, a fiança é interpretada restritivamente, não comportando extensão objetiva – como no caso de ser dada uma parte da dívida e se pretender abranger outra parte -, nem extensão subjetiva – como na hipótese de novação -, nem extensão temporal, pois, se foi dada a termo certo, não é legítimo que o credor sustente a cobertura de obrigações posteriores ao vencimento.
Por outro lado, não se exige, na fiança, que seja descrito o nome exato do credor, bastando a possibilidade de sua determinação, como, por exemplo: a empresa onde trabalha meu filho, as mensalidades escolares, etc. Quando a fiança for dada como garantia de obrigações de sócios de pessoa jurídica, e não a esta diretamente, nem a pessoa jurídica, nem seus outros sócios podem ser afetados. Na hipótese de fiança para locação de imóveis para fins residenciais, a família é considerada uma unidade, de forma que a fiança persiste mesmo quando o locatário se divorcia ou morre.
Esse caráter estrito da fiança também se manifesta na relação entre direito material e processual. Assim, o STJ editou a Súmula 268, segundo a qual, “o fiador que não integrou a relação processual na ação de despejo não responde pela execução do julgado”. Desta forma, não se admitiu que a fiança tivesse sua abrangência aumentada ou agravada por eventos de que o fiador não tomou parte. O STJ também julgou que o fiador de bem apreendido e vendido extrajudicialmente, sem que essa alienação lhe seja comunicada, não é responsável pelo débito remanescente.
Além disso, o STF ampliou a proteção dada ao fiador em julgado recente. Apesar de o art. 3, VII, Lei 9.009 excluir a proteção do bem de família “por obrigação decorrente de fiança concedida em contrato de locação”, o STF entendeu que o bem de família do fiador também estava abrangido pela proteção dada pela lei, sendo a excludente mencionada inconstitucional. Neste ponto, superou o STF antigo entendimento, que havia entendido constitucional a norma referida.

### Créditos secundários
O fiador também responde pelos créditos secundários, que abrangem os juros, as despesas judicias e as multas (art. 822, CC). É por isso que se admite que o valor total da fiança não esteja determinado no momento da conclusão do contrato de fiança.

### Fianças sucessivas
Há sub-fiança quando o fiador contrata um outro fiador, de forma que a segunda fiança tem, por contrato principal, a primeira fiança. Chama-se o segundo fiador (isto é, o fiador do fiador) abonador.
Diferente da sub-fiança é a retro-fiança, que ocorre quando o fiador exige do devedor-afiançado um novo fiador para o caso de ter que exercer seu direito de sub-rogação em face do devedor.

### Duração
A fiança pode ter duração limitada ou ilimitada. Caso seja dada ilimitadamente, o fiador pode se exonerar da obrigação a qualquer tempo. No Código Civil de 1916, a exoneração era feita ou por mútuo consenso ou por sentença judicial. No Código atual, o procedimento foi simplificado, admitindo-se que a exoneração ocorra por mera notificação do fiador ao credor. A exoneração se dá sem efeitos retroativos, de forma que o fiador fique responsável por todos os efeitos da fiança ainda nos 60 dias seguintes, a contar da notificação feita ao credor.
Os tribunais têm considerado ineficaz a cláusula de renúnciaprévia à faculdade de exoneração do fiador inserta em contrato de locação com prazo determinado, na hipótese deste contrato ser prorrogado por prazo indeterminado. A razão está em que é inadmissível a perpetuidade da garantia dada pelo fiador, já que se trata de ato benéfico e desinteressado. Nesse sentido, o STJ editou a Súmula 214, segundo a qual “o fiador na locação na responde por obrigações resultantes de aditamento ao qual não anuiu”. No entanto, sobreveio a Lei 12.112/09 que estabeleceu que, salvo disposição contratual em sentido contrário, a garantia da locação se estende até a efetiva devolução do imóvel, ainda que o contrato de locação tenha se prorrogado, transmudando-se de prazo determinado para prazo indeterminado. Assim, o entendimento consagrado na Súmula 214 aplica-se exclusivamente aos contratos celebrados antes da entrada em vigor da Lei 12.112, conforme decidiu também o STJ.
Ainda a respeito da exoneração da fiança, entendeu o STJ que é cabível a exoneração da fiança prestada à sociedade após a retirada da sócia fiadora, em razão da quebra da affectio societatis. No caso, a sócia e seu cônjuge notificaram o locador a respeito da exoneração da fiança, o que, para o STJ, foi suficiente. O STJ entendeu que a fiança estava vinculada à permanência no contrato de sociedade. O STJ também já decidiu ser possível, diante da alteração do quadro societário da pessoa jurídica, a desobrigação mediante ação de exoneração ou de notificação do fiador ao credor.

### Forma solene
No direito brasileiro, a fiança exige forma escrita, seja por escritura pública, seja por documento particular. Não é necessário, porém, que o contrato de fiança seja formalizado em documento específico, fora do contrato principal: é plenamente possível que ambos os contratos constem do mesmo instrumento contratual, que é o que ocorre frequentemente na locação. Neste caso, há coligação de contratos sob a forma de união meramente externa. O pré-contrato de fiança deve obedecer à mesma forma do contrato definitivo.
Caso a fiança seja dada sem a forma específica, segundo Caio Mário, para quem a forma prevista na legislação é ad solemnitatem, “uma pessoa pode, por algum motivo, honrar o compromisso do devedor e por ele pagar. Mas essa solutio espontânea nunca presumirá a fiança, se a declaração de vontade não revestir a forma escrita, ainda que particular”.
A jurisprudência, por outro lado, não admite que seja considerada fiança a declaração constante de documento que não apresente os requisitos específicos e peculiares ao seu teor jurídico. Em um caso em que houve simples assinatura lançada em documento abaixo da palavra “fiador”, decidiu o Tribunal: “Hipótese em que não representa o conteúdo de um ajuste. Necessidade de forma escrita, com explicitação da responsabilidade própria do fiador, não se confundido com o aval. Signatário, portanto, não obrigado”.

### Contratação da fiança
O credor é não obrigado a aceitar a pessoa indicada pelo devedor principal como fiador. Segundo Caio Mário, o credor tem a liberdade de recusar caso o pretenso fiador não seja, em primeiro lugar, pessoa idônea, isto é, que tenha tanto idoneidade financeira, apurada confrontando o valor do débito com a estimativa dos seus bens livres, como idoneidade moral, apurada pela honorabilidade do fiador e seu conceito no meio em que vive. Assim, um indivíduo que seja demandista habitual pode ser enjeitado, ainda que tenha robusto patrimônio, pois o que o credor espera na fiança é a perspectiva de fácil liquidação. Ademais, pode enjeitar o fiador que não more no município em que a dívida deverá ser paga, pois isso dificulta a cobrança da dívida.

## Eficácia

### Benefício de ordem
O benefício de ordem consiste na faculdade assegurada ao fiador de exigir do credor que acione, em primeiro lugar, o devedor principal. É uma exceção que deve ser oposta até a contestação da lide. Ao invocar o benefício, o fiador se recusa legitimamente a pagar a dívida antes que o credor tenha executado, sem êxito, os bens do afiançado. O benefício de ordem pode sofrer renúncia, desde que seja expressa. Costuma ser excluído, nos contratos, pela cláusula segundo a qual o fiador se obriga como principal pagador. Nada impede, por outro lado, que a renúncia seja realizada posteriormente. O fiador não pode alegar o benefício de ordem caso o devedor esteja insolvente ou Falência falido.
Segundo a precisa definição de Paulo Lôbo, “o benefício de ordem é direito que tem o fiador de serem responsabilizados primeiramente os bens do devedor para o pagamento da dívida. Ou seja, o fiador somente responderá com os seus se os bens do devedor não forem suficientes para o adimplemento da obrigação. (...) Para se valer do benefício, o fiador tem o ônus de indicar os bens do devedor, livres e desonerados, localizados no mesmo município do cumprimento da obrigação, além de demonstrar que são suficientes para solver a dívida”.
Este beneficium era desconhecido do direito romano antigo e do seu período clássico, em que vigorava o princípio da solidariedade, independentemente da convenção. Apenas com Justiniano a situação se alterou e o benefício foi criado. Depois, irradiou-se para diversos Códigos da modernidade. No entanto, a prática dos negócios tende a generalizar a fiança solidária, o que, por sua vez, acabou por obter a restauração convencional da primitiva concepção romana da fiança sem o ''beneficium excussionis''.
Admite-se, porém, a recusa do benefício de ordem nos seguintes casos: (1) se não forem observados os requisitos de sua concessão (oportunidade, indicação de bens, etc.); (2) se o fiador houver renunciado ao benefício de ordem expressamente, seja no próprio documento, seja em documento apartado ao contrato de fiança; (3) se o fiador houver se declarado solidário ou principal pagador; (4) se for aberta a falência do devedor ou contra ele for instaurado o concurso de credores, pois, em ambos os casos, fica afastada a possibilidade de ser feita a indicação de bens livres e desembargados, que é requisito da concessão do benefício. Não há mais hoje, como antigamente em razão do art. 258, CCom, a presunção de que toda fiança comercial é necessariamente solidária.
Nas relações de consumo, em razão do princípio de defesa do consumidor e da consideração de sua vulnerabilidade jurídica, consideram-se nulas as cláusulas padronizadas de renúncia ao benefício de ordem ou de assunção da qualidade de principal pagador. Da mesma forma, se tais cláusulas estiveram contidas em contrato de adesão, já que importam renúncia antecipada de direito resultante da natureza do negócio, o que é vedado pelo art. 424, Código Civil.

### Benefício de divisão
Caso haja confiança, em que o valor da dívida do contrato principal é garantido conjuntamente por uma série de fiadores, surge o benefício de divisão. Este tem de ser expressamente previsto, o que significa que se presume que os cofiadores sejam solidários. Em tal caso, o credor, caso execute o patrimônio de qualquer dos fiadores, poderá ter oposta contra si o benefício de divisão, que o impedirá de executar apenas o patrimônio de um dos devedores pela totalidade do valor da fiança, obrigando-o a executar por quotas. Há, em tal caso, limitação convencional da responsabilidade.
Se a fiança é solidária, admite-se que o credor divida a dívida conforme o que saiba que os fiadores internamente acordaram, ou em partes iguais, ou conforme o que ele entenda. Nesse caso, há renúncia à solidariedade e a cobrança a dois ou mais fiadores, com as seguintes consequências: a) no que concerne à renúncia à solidariedade, a manifestação de vontade do credor é irrevogável; b) a cobrança de parte do crédito a um dos fiadores, ou a algum deles, implica renúncia à solidariedade; c) se a divisão, feita pelo credor, não coincidir com o que internamente haviam convencionado os fiadores, poderá o que pagou mais cobrar a diferença ao que pagou menos.
Na fiança solidária, isto é, quando não há o benefício de divisão, o fiador que pagar a totalidade da dívida fica sub-rogado nas partes restantes, excluída a sua parte. Pode, assim, cobrar de um ou de todos os demais fiadores o valor que pagou, deduzido de sua parte respectiva.

### Sub-rogação e outros direitos contra afiançado
Caso o fiador pague a dívida, ele se sub-roga nos direitos do credor. Este direito também é chamado de direito de regresso. Na sub-rogação legal, o credor se satisfaz, mas o devedor não se libera; ela opera independentemente da vontade das partes. Deste modo, o fiador passa a ser credor do devedor-afiançado, investindo-se nos mesmos direitos do credor da obrigação principal. Há, então, mera substituição do credor.
O fiador tem, ainda, as seguintes pretensões contra o devedor: a) obter o ressarcimento de todas as perdas e danos resultantes do pagamento; b) ser indenizado dos prejuízos sofridos em razão da fiança; c) ser reembolsado dos juros correspondente ao capital que desembolsou para pagar a dívida. Além disso, o fiador tem os seguintes direitos: a) promover o andamento da execução iniciada contra o devedor pelo credor se este, sem justa causa, retardá-la; b) exigir que o devedor satisfaça a obrigação, ainda antes de haver pago; c) exigir que o devedor o exonere da fiança, desde que tenha decorrido o prazo dentro do qual se obrigou a liberá-lo.
Por outro lado, nega-se ao fiador o direito à sub-rogação nos seguintes casos: a) se, por sua omissão, o devedor, não informado da prestação feita, houver novamente pago o mesmo débito; b) se tiver prestado a fiança cum animo donandi; c) se tiver pago o indébito total ou parcial, isto é, se a prestação não for devida ou for maior do que o valor da obrigação; d) se tiver pago sem ser demandado (pagamento espontâneo), omitindo a informação ao devedor principal, que teria uma causa extintiva para opor ao pagamento.

## Modalidades

### Fiança locatícia
A fiança locatícia é uma aplicação específica do contrato de fiança nas situações em que ele serve de acessório a um contrato principal de locação. Seu regime se descola do regime geral, recebendo regulação específica na Lei de Locação de Imóveis Urbanos.

### Fiança judicial
Existe, no direito brasileiro, a figura do fiador judicial (art. 568, NCPC). É aquele que presta, em favor de qualquer das partes do processo, garantia fidejussória. Esta garantia pode ser celebrada por simples termo nos autores do processo em que a parte necessita da garantia. Prescinde-se, para sua constituição, de documento formal (como escritura ou documento particular anexado aos autos), pois o fiador judicial pode conceder a garantia por simples termo nos autos. Ademais, o fiador judicial poderá ser demandado se a parte afiançada não honrar a dívida garantida, ainda que não seja parte nos autos.

### Fiança bancária
Há fiança bancária quando o fiador é uma instituição financeira, como um banco. Essa garantia é concedida para os mais diversos tipos de operações comerciais. Sua peculiaridade está na normativa específica que rege a atuação das instituições financeiras nessas operações.

## Extinção
Por ser contrato acessório, a fiança pode se extinguir por razões diretas ou por razões indiretas. Os efeitos produzidos, de qualquer maneira, são os mesmos. São causas de extinção:
- qualquer causa extintiva atingir a obrigação principal;
- Revogação: a fiança prestada para garantia de dívida futura pode ser revogada pelo fiador quando a situação financeira do devedor da obrigação principal agravar-se substancialmente;
- Concessão, pelo credor, de moratória ao devedor;
- Se tornar-se impossível ao fiador sub-rogar-se nos direitos do credor por fato deste;
- Substituição do objeto do pagamento, de forma que o credor venha a perder, por evicção, a coisa recebida (hipótese de dação em pagamento);
- Se o credor, a quem foram indicados bens do devedor pelo viador, ou a quem foi alegado o benefício de ordem, retardar a execução, deixando o devedor cair em falência.

Por outro lado, a morte do fiador não é considerada uma verdadeira causa de extinção da fiança. Nesse caso, a dívida da fiança passa normalmente aos herdeiros, que podem ser demandados dentro das forças da herança, e nada mais. Ademais, a responsabilidade dos herdeiros se limita aos valores (inclusive acessórios, como juros e multa) que tenham nascido até o óbito do fiador. Por outro lado, a morte do devedor só extingue, de fato, a dívida, caso seja ela personalíssima, não podendo ser transmitida – é o caso, por exemplo, das obrigações de fazer infungíveis.
A confusão opera a extinção da dívida principal caso o credor se confunda com o devedor principal. Por outro lado, caso o fiador se torne o credor – por exemplo, por transmissão mortis causa – não será obrigado ao pagamento como garante.
Não se admite que o fiador oponha, como defesa, a sua própria incapacidade pessoal quando, sendo menor, tenha ocultado dolosamente esse fato ao ser inquirido pela outra parte ou se declarado maior ao credor.

## Questões jurisprudenciais
- É válida a celebração de contrato acessório de fiança na cessão de crédito em operação de securitização de recebíveis, tendo por cessionário um FIDC (Fundo de Investimento em Direito Creditório).[12]
- Notificado o locador ainda no período determinado da locação acerca da pretensão de exoneração dos fiadores, os efeitos desta exoneração somente serão produzidos após o prazo de 120 dias da data em que se tornou indeterminado o contrato de locação, e não da notificação.[13]
- O Código de Defesa do Consumidor é inaplicável ao contrato de fiança bancária acessório a contrato administrativo.[14]
- A decretação de falência do locatário, sem a denúncia da locação, nos termos do art. 119, VII, da Lei n. 11.101/2005, não altera a responsabilidade dos fiadores junto ao locador.[15]
- As disposições relativas à fiança devem ser interpretadas de forma restritiva, razão pela qual, nos casos em que ela é limitada, a responsabilidade do outorgante não pode estender-se senão à concorrência dos precisos limites nela indicados.[16]
- Fiança dada a pessoa jurídica e mudança de sua titularidade: “A fiança é dada em caráter personalíssimo, de sorte que mesmo em caso de garantia dada a favor de pessoa jurídica, tal elemento sofre afetação quando há transferência de titularidade na empresa, fazendo desaparecer a razão essencial daquele ato”.[17]